# Азовське море. Спаси й допоможи
«Азовське море. Спаси й допоможи» — український документальний фільм режисера Ігоря Слісаренка. Відзнятий на студіях «Укркінохроніка» та «Укртелефільм» у 1992 році.

## Опис
Відзнятий за сценарієм самого Ігоря Слісаренка та відомого українського режисера-документаліста Віктора Шкурина.
Виробництво фільму (від подачі заявки до виходу на екрани) тривало з 1990 по 1992 рік.